# Cazinská krajina

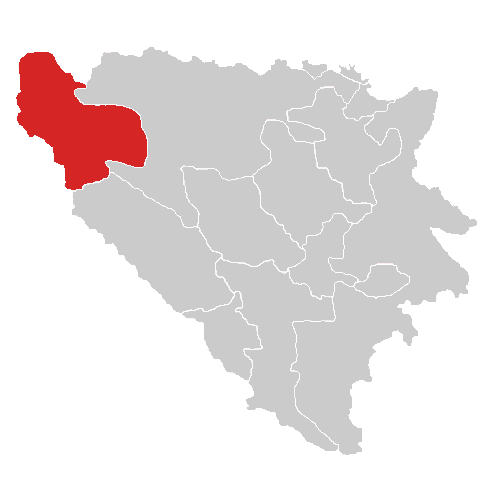
Cazinská krajina na mapě

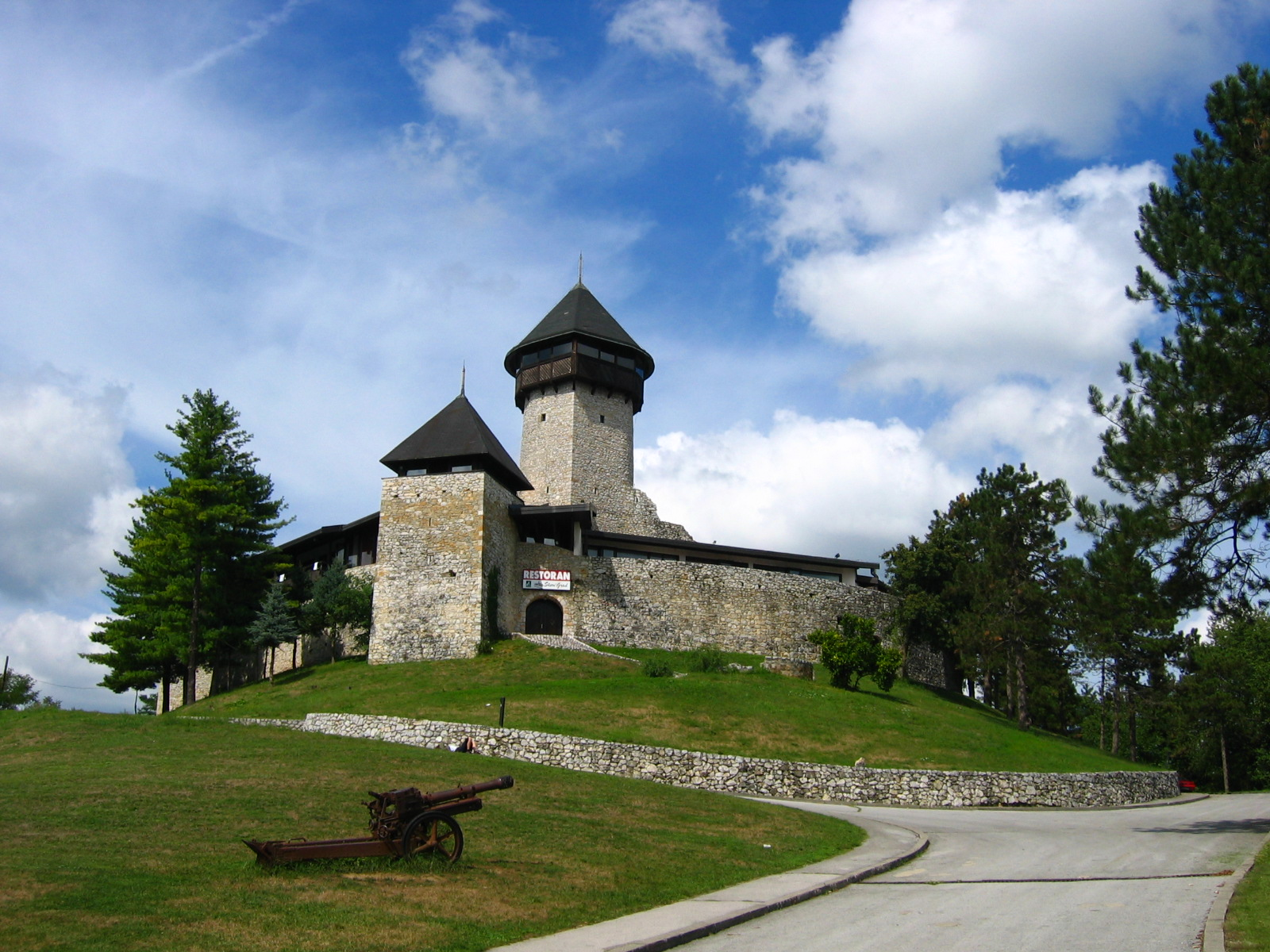
Hrad ve Veliké Kladuši

Cazinská krajina (bosensky Cazinska krajina, v srbské cyrilici Цазинска крајина) je název pro severozápadní cíp Bosny a Hercegoviny. Patří do něj města Cazin, Velika Kladuša a Bihać. V současné době je administrativně součástí Unsko-sanského kantonu Federace Bosny a Hercegoviny. Historicky je region součástí rozsáhlejší oblasti s názvem Bosenská krajina, Srby převážně osídleného severozápadu Bosny a Hercegoviny. Obyvatelstvo Cazinské krajiny představují ovšem především Bosňáci a dominantním náboženstvím je islám.